# 山口県立新南陽高等学校
山口県立新南陽高等学校（やまぐちけんりつ しんなんよう こうとうがっこう）は、山口県周南市土井に所在する公立の高等学校。

## 設置学科
- 普通科

## 概要
校名は、学校の所在する旧市名（新南陽市）に由来する。略称は「しんこう」。
卒業生の進路としては進学が大多数で、私立大学（四年制）や専門学校に進学する生徒が多い。

## 沿革
- 1980年4月1日 - 開校
- 2002年4月1日 - 単位制導入

## 主な行事
- 年明けに「凧揚げ大会」「カルタ取り大会」が開かれている。
- またゴミを拾うと得点になる、じゃんけんで勝つと得点になるなど独特な｢強歩大会｣が毎年クラスマッチとして行われている

## 周囲の施設
- 永源山公園
- 周南市立富田東小学校
- 周南市立富田西小学校
- 周南市立富田中学校
- ゆめ風車通り

## アクセス
- JR新南陽駅から約1km
- 防長バス新南陽高校前バス停が近辺にある